# Bernd-Stefan Grewe
Bernd-Stefan Grewe (* 14. Juli 1968 in Speyer) ist ein deutscher Historiker und Hochschullehrer.

## Leben und Wirken
Bernd-Stefan Grewe absolvierte zunächst von 1988 bis 1990 die Ausbildung zum Bankkaufmann. Von 1990 bis 1994 studierte er anschließend Geschichte, Französisch, Spanisch und Philosophie an den Universitäten Trier und Paris X Nanterre. 1994 legte er an der Universität Trier das Magisterexamen ab und promovierte dort im Jahr 2000 mit einer umwelthistorischen Dissertation. Von 1994 bis 1998 arbeitete er an dieser Universität im DFG-Sonderforschungsbereich „Frühe Formen der Umweltpolitik“ und war von 1998 bis 2001 wissenschaftlicher Mitarbeiter bei Lutz Raphael. Von 2001 bis 2003 legte er in Freiburg das Referendariat für den höheren Schuldienst ab und war bis 2005 in Trier im Schuldienst tätig. Von 2005 bis 2010 leitete er an der Universität Konstanz die Nachwuchsgruppe „Dynamik transnationalen Handelns (18. bis 20. Jahrhundert)“. 2010/11 vertrat er eine Professur für Geschichte und ihre Didaktik an der Pädagogischen Hochschule Freiburg und wurde dort 2011 zum W3-Professor ernannt. Seit April 2017 ist Grewe Professor für Didaktik der Geschichte an der Eberhard Karls Universität Tübingen. Hier leitet er das Institut für Geschichtsdidaktik und Public History und war bis 2021 Studiendekan des Fachbereichs Geschichtswissenschaft.
Grewe beschäftigt sich in seinen Veröffentlichungen vor allem mit Umweltgeschichte, Kolonialismus und der Umsetzung in Geschichtsdidaktik.

## Veröffentlichungen (Auswahl)
- „Darum treibt hier Not und Verzweiflung zum Holzfrevel“. Ein Beitrag zur Sozial-, Wirtschafts- und Umweltgeschichte der Pfalz 1816–1860. In: Mitteilungen des Historischen Vereins der Pfalz, Bd. 94 (1996), S. 271–295.
- Lokale Eliten im Vergleich. Auf der Suche nach einem tragfähigen Konzept zur Analyse dörflicher Herrschaftsstrukturen. In: Norbert Franz (Hrsg.): Landgemeinden im Übergang zum modernen Staat. Vergleichende Mikrostudien im linksrheinischen Raum (= Trier historische Forschungen, Bd. 36). Von Zabern, Mainz 1999, ISBN 978-3-8053-2624-7, S. 93–120.
- Der versperrte Wald. Ressourcenmangel in der bayerischen Pfalz (1814–1870) (= Umwelthistorische Forschungen, Bd. 1). Böhlau, Köln u. a. 2004, ISBN 3-412-10904-5.
- Umweltgeschichte unterrichten. Für eine kritische Auseinandersetzung mit umwelthistorischen Denkmustern. In: Annika Schmitt (Hrsg.): Umweltgeschichte. Forschung und Vermittlung in Universität, Museum und Schule. Böhlau, Köln 2014, ISBN 978-3-412-22167-6, S. 37–54.
- (mit Thomas Lange): Kolonialismus. Reclam, Stuttgart 2015, ISBN 3-15-017082-6.
- (Hrsg., mit Karin Hofmeester): Luxury in global perspective. Objects and practices, 1600–2000. Cambridge University Press, New York 2016, ISBN 978-1-107-10832-5.
- (Mitautor): Freiburg und der Kolonialismus. Vom Kaiserreich bis zum Nationalsozialismus (= Veröffentlichungen aus dem Archiv der Stadt Freiburg im Breisgau, Bd. 42). Stadtarchiv Freiburg im Breisgau 2018, ISBN 978-3-923272-40-2.
- (mit Richard Hölzl): Forestry in Germany, c. 1550–2000. In:  K. Jan Oosthoek, Richard Hölzl (Hrsg.): Managing Northern Europe’s forests. Histories from the age of improvement to the age of ecology. Berghahn, New York 2018, ISBN 978-1-78533-600-3, S. 15–65.
- Das schwierige Erbe des Kolonialismus. Probleme und Potenziale für den Geschichtsunterricht. In: Marianne Bechhaus-Gerst, Joachim Zeller (Hrsg.): Deutschland postkolonial? Die Gegenwart der imperialen Vergangenheit. Metropol, Berlin 2018, ISBN 978-3-86331-393-7, S. 473–502.
- Studentenproteste, olympische Spiele und das Massaker von Tlatelolco 1968 in Mexiko. In: Jan Eckel, Georg Schild (Hrsg.): 1968 – Verdichtung des Wandels und globaler Moment. Mohr Siebeck, Tübingen 2019, ISBN 978-3-16-157520-4, S. 129–158.
- Gold. Eine Weltgeschichte. C. H. Beck, München 2019, ISBN 978-3-406-73212-6.
- Die Gold Frontier in Südafrika. In: Österreichische Zeitschrift für Geschichtswissenschaften, Bd. 30 (2019), S. 90–114.
- (mit Eric Kurlander u. Douglas T. McGetchin): Modern Germany. A global history. Oxford University Press, New York 2023, ISBN 978-0-19-064152-8.